# カープラザ
カープラザは、三菱自動車工業がかつて展開していた販売チャネルである。

## 概要
1978年のミラージュ発売と同時に設立された。若者をターゲットとした車種が中心のラインナップで、RVブーム時に大ヒットしたRVRや、パジェロの派生車であるチャレンジャー、ギャランの姉妹車であるエテルナ→アスパイア、また、ピックアップトラックのフォルテ→ストラーダなどを専売車種としていた。
しかし、1998年10月に軽自動車の規格が変更となり、ギャラン店に軽トールワゴンのトッポBJが登場すると、販売台数および売上の双方でギャラン店との格差が顕著になったこと、さらには2000年に発覚したリコール隠し問題で三菱車の販売台数が大幅に減少したことに加え、2002年にミラージュやRVRが一時生産終了となったことで経営不振に陥り、収益の見込めるギャラン店へ鞍替えするカープラザ店が相次ぐようになったことから、2003年に最期まで残存した専売車種であるアスパイアもろともギャラン店に一本化する形で消滅した。これにより、三菱自動車の乗用車全車種が全店舗で取り扱えるようになったが、一部地域ではカープラザがもとより設置されず、統合前からカープラザが存在しない地域のギャラン店で三菱の全車種を取り扱っていた所も存在する。また、系列の一本化を機に同地域のギャラン店と合併した法人も存在する。
カープラザ店もギャラン店と同様に社名は「○○三菱自動車販売株式会社」のため、単に社名だけでどちらかを見分けることができなかった。ただし、一部地域は「○○中央三菱自動車販売株式会社」と中央を社名につけることでギャラン店と区別する会社もあった。他には販売店そのものには「CAR PLAZA」と書かれていた。

## かつてのカープラザ店専売車種
- フォルテ
- ストラーダ
- チャレンジャー
- RVR
- エテルナ
- アスパイア
- エテルナΛ
- カリスマ
- トレディア
- ミラージュ
- ミラージュディンゴ

## かつてのギャラン店との併売車種
- タウンボックスワイド
- デリカスターワゴン
- デリカスペースギア
- パジェロジュニア
- パジェロイオ
- レグナム
- スタリオン
- GTO
- エクリプス
- FTO
- コルディア
- シャリオ
- シャリオグランディス
- リベロ
- ランサーセディア
- ディアマンテ
- eKワゴン - 軽自動車で唯一、カープラザ店で取り扱っていた車種。

## 記念限定車
- 1988年（昭和63年）- カープラザ10周年およびソウルオリンピック開催を記念し、韓国・現代自動車のエクセルを150台限定で正規輸入販売。輸入元は三菱商事。
- 1997年（平成9年）- カープラザ20周年を記念して、パジェロジュニア・フライングパグを発売[1]。
- 2002年（平成14年）- カープラザ25周年とテディベア生誕100周年を記念して、ミラージュディンゴ・テディベアエディションを発売[2]。

## ディーラー一覧
2002年時点のもの。
なお、ごく一部のギャラン店（カープラザ店がない地域）ではカープラザ店専売車種を含めた乗用車全車種を販売していた。

### 北海道
- 札幌三菱自動車販売
- 道北三菱自動車販売
- 十勝三菱自動車販売
- 南北海道三菱自動車販売
- 函館中央三菱自動車販売 - 一時期、南北海道三菱（苫小牧）に統合されていた時期あり。再独立後、函館三菱（旧ギャラン店）を統合、現在に至る。

### 東北
- 東奥三菱自動車販売
- 盛岡三菱自動車販売 - 2015年7月、岩手三菱自動車販売と合併。
- 仙台三菱自動車販売 - 2006年4月、宮城三菱自動車販売（旧ギャラン店）に統合される。
- 秋羽三菱自動車販売
- 両羽三菱自動車販売
- 会津三菱自動車販売
- 福島中央三菱自動車販売
- 福陽三菱自動車販売

### 関東・東京
- 水戸三菱自動車販売
- 土浦三菱自動車販売
- 茨城西三菱自動車販売
- 栃木中央三菱自動車販売
- 足利三菱自動車販売
- 那須野三菱自動車販売
- 群馬中央三菱自動車販売
- 富岡三菱自動車販売
- 東毛三菱自動車販売
- 南埼玉三菱自動車販売
- 上尾三菱自動車販売
- 入間三菱自動車販売
- 大宮三菱自動車販売
- 埼西三菱自動車販売
- 埼北三菱自動車販売
- 志木三菱自動車販売
- 浦和南三菱自動車販売
- 浦和中三菱自動車販売 - 2017年1月31日付けで廃業、解散
- 久喜中央三菱自動車販売
- 春日部三菱自動車販売
- 市川三菱自動車販売
- 市原三菱自動車販売
- 木更津三菱自動車販売
- 総武三菱自動車販売
- 佐原三菱自動車販売
- 千葉北三菱自動車販売 - 2007年（平成19年）7月3日に松戸地方裁判所へ破産申請
- 成田三菱自動車販売
- 南総三菱自動車販売
- 江東三菱自動車販売
- 大田三菱自動車販売
- 西品川三菱自動車販売 - 東邦モーターズグループ（解散）
- 墨田三菱自動車販売
- 東都三菱自動車販売
- 東京中央三菱自動車販売
- 東多摩三菱自動車販売
- 田無三菱自動車販売
- 東神奈川三菱自動車販売
- 横浜中央三菱自動車販売
- 瀬谷三菱自動車販売
- 横浜港南三菱自動車販売
- 関内三菱自動車販売
- 神奈川中央三菱自動車販売
- 西相模三菱自動車販売

### 中部
- 柏崎三菱自動車販売
- 中越三菱自動車販売
- 三条三菱自動車販売
- 富山中央三菱自動車販売  - カープラザ富山中央に社名変更後、2020年（令和2年）6月30日に富山地方裁判所高岡支部へ破産申請
- 石川中央三菱自動車販売
- 福井中央三菱自動車販売
- 甲府三菱自動車販売
- 松本中央三菱自動車販売
- 南信三菱自動車販売
- 北信三菱自動車販売 - 2007年（平成19年）、長野三菱自動車販売に合併される
- 新華陽三菱自動車販売
- 新東濃三菱自動車販売
- 駿遠三菱自動車販売
- 沼津三菱自動車販売
- 西尾張三菱自動車販売
- 愛知中央三菱自動車販売
- 名南三菱自動車販売 - 興和グループ
- 新三重三菱自動車販売

### 近畿
- 近江三菱自動車販売
- 京都中央三菱自動車販売
- 大阪中央三菱自動車販売
- 大阪北三菱自動車販売
- 河南三菱自動車販売
- 泉南三菱自動車販売
- 神戸三菱自動車販売
- 播磨三菱自動車販売
- 奈良中央三菱自動車販売
- 紀州三菱自動車販売

### 中国
- 東鳥取三菱自動車販売
- 西鳥取三菱自動車販売
- 石見三菱自動車販売
- 松江三菱自動車販売
- 新岡山三菱自動車販売
- 広島中央三菱自動車販売
- 備南三菱自動車販売
- 両備三菱自動車販売
- 西山口三菱自動車販売
- 東山口三菱自動車販売

### 四国
- 阿波三菱自動車販売 - ギャラン店だった徳島三菱自動車販売へ統合。
- 讃岐三菱自動車販売 - 香川三菱自動車販売の子会社だったが、香川三菱が2009年に事業譲渡を受けている。
- 松山三菱自動車販売 - 現・西日本三菱自動車販売。2006年（平成18年）に伊予三菱自動車販売と統合して愛媛三菱自動車販売となった後、現在に至る
- 南四国三菱自動車販売 - 現在は南四国スズキ販売株式会社となり、大半の販売店がスズキアリーナを名乗っている。

### 九州・沖縄
- 北九州中央三菱自動車販売
- 久留米中央三菱自動車販売
- 福岡中央三菱自動車販売
- 佐賀中央三菱自動車販売
- 長崎中央三菱自動車販売
- 熊本中央三菱自動車販売
- 大分中央三菱自動車販売
- 宮崎中央三菱自動車販売
- 鹿児島中央三菱自動車販売
- 北鹿児島三菱自動車販売
- 琉球三菱自動車販売 - 旧ギャラン店であり、関係も密接だった「牧港自動車株式会社」の拠点を引き継ぎ、沖縄県下唯一の三菱系ディーラーとして2019年現在も営業中。2015年、兵庫県を拠点とする中古車・新車・日本車・輸入車の総合メガディーラー「ジーライオングループ」に買収され、同グループの一員となった。